# Muławka amerykańska
Muławka amerykańska (Umbra limi) – gatunek słodkowodnej ryby z rodziny muławkowatych (Umbridae).

## Występowanie
Ameryka Północna. 

## Opis
Osiąga do 14 cm długości ciała. Żywi się bezkręgowcami, głównie larwami owadów. Toleruje znaczne zmiany warunków środowiska. Przy niskim poziomie wody zagrzebuje się w mule. Może oddychać powietrzem atmosferycznym.